# Stamáta
Stamáta (grec moderne : Σταμάτα) est une localité située dans le dème de Diónysos, dans le district régional d'Attique de l'Est, dans la périphérie d'Attique, en Grèce.
Selon le recensement de 2021, elle compte 2 901 habitants.